# El codi Da Vinci
|  | Aquest article tracta sobre el llibre. Vegeu-ne altres significats a «El codi Da Vinci (desambiguació)». |

El codi Da Vinci és una novel·la de misteri, pertanyent a la literatura popular, escrita per Dan Brown i publicada per primera vegada per Random House el 2003 (ISBN 0-385-50420-9). És un best-seller mundial, amb més de 44 milions d'exemplars venuts. En llengua catalana va ser editat per primer cop per l'editorial Empúries l'any 2003, i se n'han venut més de 150.000 exemplars.
Combinant els gèneres de suspens detectivesc i esoterisme new age amb una suposada teoria de conspiració relativa al Sant Greal i al paper de Maria Magdalena en el cristianisme. La novel·la va esperonar el difós interès (sobretot als Estats Units d'Amèrica) per certes teories de *complots "tramats en l'ombra per poders ocults", un fenomen definit per Brown com l'auge "conspiranoic".
El Codi Da Vinci és una continuació de la seva novel·la anterior Àngels i dimonis (2000), que no va arribar a l'èxit editorial d'aquesta. D'altra banda, les teories que Brown sosté en aquesta obra han despertat gran quantitat de crítiques en els mitjans acadèmics, incloent-hi la redacció d'almenys deu llibres que refuten els seus arguments.

## Argument
En Robert Langdon, un professor de simbologia religiosa de la Universitat Harvard, rep una trucada inquietant a mitjanit a l'hotel. Un vell conservador del Louvre ha estat assassinat a dins del museu i s'ha trobat una xifra misteriosa al costat del cadàver. En Langdon, assistit per una brillant criptògrafa francesa, la Sophie Neveu, intenta treure l'entrellat d'aquest misteri i descobreix amb estupor tota una sèrie de pistes amagades en les obres de Leonardo da Vinci. El misteri es complica quan en Langdon descobreix que el vell conservador del Louvre pertanyia a una societat secreta de la qual també havien format part Isaac Newton, Botticelli, Victor Hugo i el mateix Leonardo.

## Rebuda
El seu èxit va provocar l'aparició de diversos thrillers històrics i de misteri en el mercat literari.

## Crítiques
S'ha atacat al llibre dient que és inexacte i incoherent, ja que, per exemple, en les descripcions que es mostren de diverses obres d'art com El Sant Sopar l'autor en modifica detalls amb el propòsit de donar sentit a l'argument de la seva obra. També se li critica la falta d'arguments sòlids i científics per a deduir gran part de les afirmacions fets dins l'obra. A això s'hi ha de sumar els diversos judicis que s'han entaulat contra Brown, per haver plagiat obres d'altres autors, com el cas del llibre "Santa Sang, sant Greal", del qual Dan Brown pren gran part de les seves idees.
El 2006 el seu autor afronta un litigi per plagi al Regne Unit per part dels autors Michael Baigent i Richard Leigh. De fet, un dels personatges del llibre es diu Teabing Leigh, on es veu clarament la utilització dels cognoms d'aquests dos autors: Teabing, anagrama de Baigent, i Leigh.